# 3. Sinfonie (Beethoven)

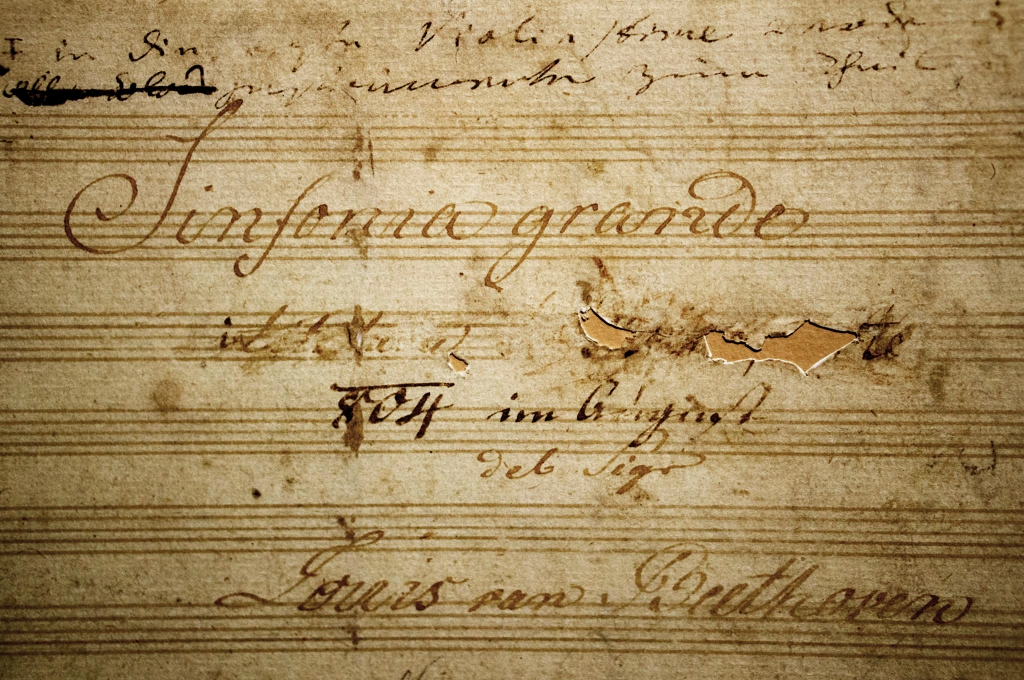
Titelblatt der Eroica, von Beethoven korrigierte Abschrift mit dem ausradierten Untertitel „intitolata Bonaparte“

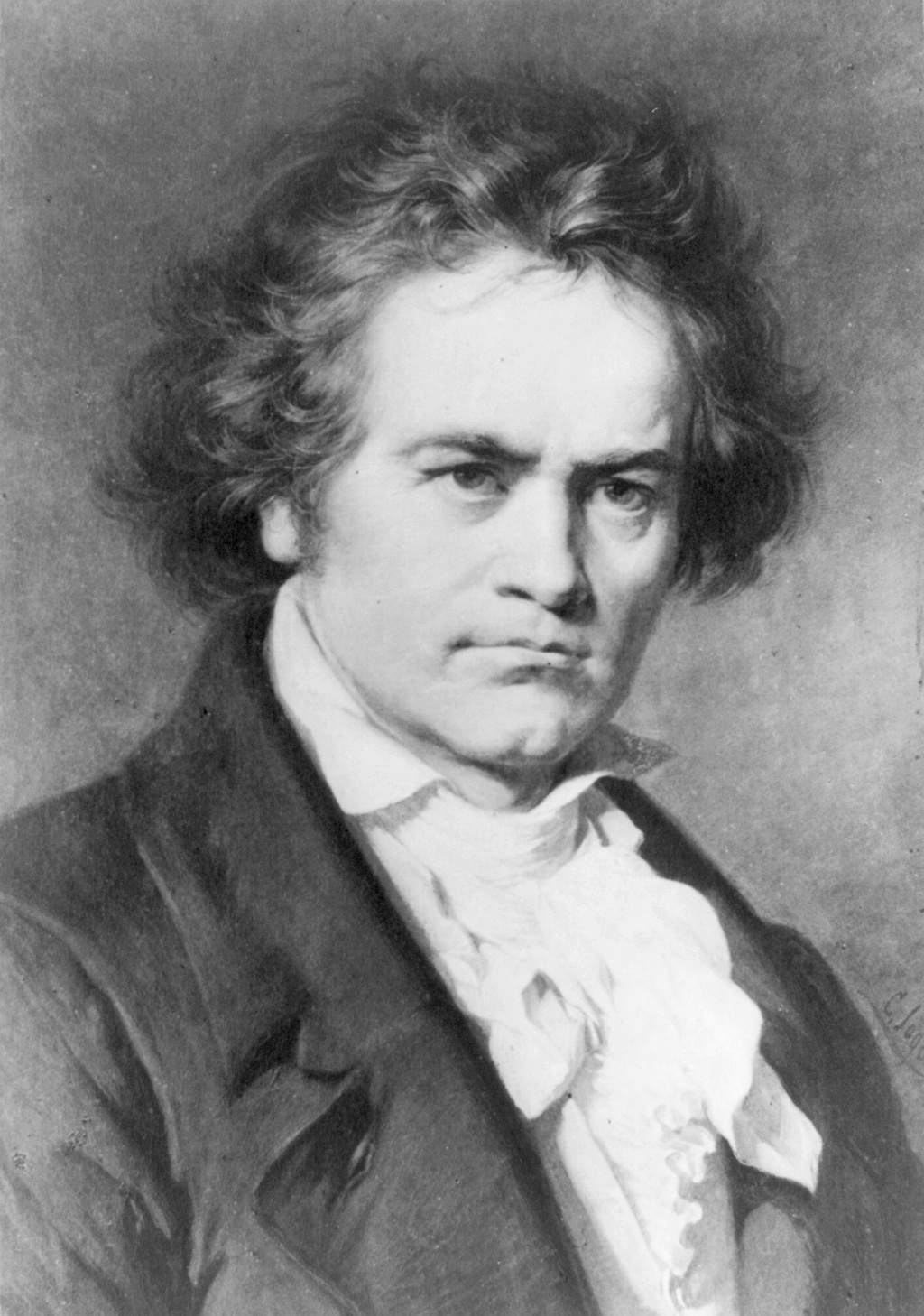
Ludwig van Beethoven

Ludwig van Beethovens 3. Sinfonie in Es-Dur, op. 55, mit dem Beinamen „Eroica“ (Heroische Sinfonie) entstand in den Jahren 1802 bis 1803. Das Werk gilt heutzutage als revolutionär und zählt zu den beliebtesten und meistgespielten Orchesterwerken des Komponisten. Die Spieldauer beträgt je nach Interpretation etwa 44 bis 62 Minuten.

## Entstehung
Erste Skizzen notierte Beethoven im Sommer 1802 im sogenannten „Wielhorsky-Skizzenbuch“, unmittelbar nach den Skizzen zu den Eroica-Variationen op. 35. Beide Werke sind inhaltlich miteinander verwandt, denn das Finale der Sinfonie geht auf den Kontretanz WoO 14 Nr. 7 zurück, den Beethoven erneut in seiner Ballettmusik Die Geschöpfe des Prometheus und dann als Thema der Eroica-Variationen verwendet hatte. Die weitere Arbeit dokumentiert das „Eroica-Skizzenbuch“. Unklar ist, ob es für die Entstehung des 2. Satzes, den Trauermarsch, einen realen Hintergrund gab. Rita Steblin vermutet, dass er eine Reaktion auf den Tod des Bonner Gönners Erzherzog Maximilian Franz darstellt, der am 26. Juli 1801 in Hetzendorf bei Wien im Alter von nur 44 Jahren gestorben war. Beethoven wollte ihm bereits seine 1. Sinfonie widmen, was jedoch durch den frühen Tod des Mäzens vereitelt wurde.
Im Werk finden sich Anleihen aus der französischen Revolutionsmusik, vor allem im zweiten Satz. Auch von Napoléon Bonaparte zeigte sich Beethoven zunächst begeistert und wollte es ihm widmen. Daneben verwendete er auch Anklänge an die Bach’sche Polyphonie und ließ sich des Weiteren in der Anlage und in vielen Details vom Handlungsverlauf der Musik zu dem Ballett Die Geschöpfe des Prometheus leiten, was man am deutlichsten daran erkennt, dass im Finale mehrere Variationen über den Prometheus-Kontretanz erklingen.

### Revidierte Widmung an Napoleon
Ludwig van Beethoven war von der Französischen Revolution und ihren Errungenschaften angetan, ebenso zunächst von Napoleon Bonaparte. Dementsprechend sollte seine Sinfonie zunächst den Titel Buonaparte tragen und diesem gewidmet sein. Da Beethoven um 1804 plante, von Wien nach Paris zu übersiedeln, wollte er ihm die Sinfonie womöglich persönlich präsentieren. Aus Enttäuschung darüber, dass Napoleon sich am 2. Dezember 1804 selbst zum Kaiser krönte, nahm er die Widmung jedoch zurück. Ferdinand Ries schrieb 1838 in seinen Erinnerungen:

„Bei dieser Symphonie hatte Beethoven sich Buonaparte gedacht, aber diesen, als er noch erster Consul war. Beethoven schätzte ihn damals außerordentlich hoch, und verglich ihn den größten römischen Consuln. Sowohl ich, als Mehrere seiner näheren Freunde haben diese Symphonie schon in Partitur abgeschrieben, auf seinem Tische liegen gesehen, wo ganz oben auf dem Titelblatte das Wort „Buonaparte“, und ganz unten „Luigi van Beethoven“ stand, aber kein Wort mehr. Ob und womit die Lücke hat ausgefüllt werden sollen, weiß ich nicht. Ich war der erste, der ihm die Nachricht brachte, Buonaparte habe sich zum Kaiser erklärt, worauf er in Wuth gerieth und ausrief: „Ist der auch nichts anderes, wie ein gewöhnlicher Mensch! Nun wird er auch alle Menschenrechte mit Füßen treten, nur seinem Ehrgeize frönen; er wird sich nun höher, wie alle Anderen stellen, ein Tyrann werden!“ Beethoven ging an den Tisch, faßte das Titelblatt oben an, riß es ganz durch und warf es auf die Erde. Die erste Seite wurde neu geschrieben und nun erst erhielt die Symphonie den Titel: Sinfonia eroica.“

Ob die Schilderung von Ries völlig zutreffend ist, erscheint zweifelhaft, denn namentlich das Zerreißen des Titelblatts findet sich bereits am 18. März 1836 in einem Beitrag der Londoner Zeitschrift The Musical World, außerdem in dem gleichfalls 1836 erschienenen Beethoven-Roman des Schriftstellers Ernst Ortlepp, der Beethoven nicht persönlich kannte:

„Die französische Revolution […] begeisterte unsern Beethoven zu einer Symphonie, die er „Bonaparte“ betitelte. Da mußte er denn eines Tages lesen, daß sich sein politisches Ideal, der französische Consul, auf den Kaiserthron zu setzen geruht habe. – Dieses Geruhen machte ihn sehr unruhig. – Sogleich, als er nach Hause kam, riß er das Titelblatt von seiner Symphonie weg, und machte dafür ein anderes, das die Aufschrift führte: „Symphonia“ oder „Sinfonia Eroica.“ Und das war gut.“

Das Autograph ist nicht erhalten, lediglich eine vom Komponisten überprüfte Abschrift vom August 1804, die sich heute im Besitz der Gesellschaft der Musikfreunde befindet. Auf deren Titelblatt stand ursprünglich: „Sinfonia grande, intitolata Bonaparte“ (Große Sinfonie, mit dem Titel Bonaparte). Die letzten beiden Worte wurden von Beethoven ausradiert, sind aber noch lesbar.
Die in der Sinfonie enthaltenen Anleihen aus der französischen Revolutionsmusik und Anklänge an die Bach’sche Polyphonie lässt sich als musikalische Vision einer deutschen republikanischen Gesellschaft deuten. Die Tatsache, dass Beethoven trotz seiner Enttäuschung über die Kaiserkrönung Napoleons seine Symphonie unverändert ließ, lässt sich am plausibelsten damit interpretieren, dass er nach wie vor an den von Napoleon verratenen Idealen der Revolution „Freiheit, Gleichheit, Brüderlichkeit“ festhielt und sie für Deutschland nun nicht mehr durch, sondern u. a. auch im Kampf gegen Napoleon verwirklicht sehen wollte.

## Veröffentlichung und erste Aufführungen
Am 22. Oktober 1803 bot Beethovens damaliger Schüler Ferdinand Ries die 3. Sinfonie schließlich dem Bonner Verleger Nikolaus Simrock zum Druck an:

„Die Symphonie will er Ihnen für 100 Gulden verkaufen. Es ist nach seiner eigenen Äußerung das größte Werk, welches er bisher schrieb. Beethoven spielte sie mir neulich und ich glaube Himmel und Erde muß unter einem zittern bei ihrer Aufführung. Er hat viel Lust, selbe Bonaparte zu dedizieren, wenn nicht, weil Lobkowitz sie auf ein halb Jahr haben und 400 Gulden geben will, so wird sie Bonaparte genannt.“

Die Uraufführung fand am 9. Juni 1804 in privatem Rahmen im Wiener Palais des Fürsten Joseph Lobkowitz statt, der für einige Monate das alleinige Aufführungsrecht erworben hatte. Das dokumentiert die Honorarrechnung einiger Orchestermusiker, in der ausdrücklich vermerkt ist, dass ein drittes Horn mitwirkte, wie es einzig die Eroica erfordert. Weitere Aufführungen folgten am 20. Januar 1805 im Haus des Bankiers Joseph Würth am Hohen Markt sowie am 23. Januar 1805 erneut im Palais Lobkowitz. Die erste öffentliche Aufführung fand am Palmsonntag, den 7. April 1805, im Theater an der Wien unter Beethovens eigener Leitung in einem Konzert des befreundeten Geigers Franz Clement statt.
Die Erstausgabe (Orchesterstimmen) erschien im Oktober 1806 im Wiener Kunst- und Industrie-Comptoir, angezeigt in der Wiener Zeitung vom 19. Oktober 1806. Sie trägt den Titel „Sinfonia eroica, composta per festeggiare il sovvenire di un grand’uomo“ (Heroische Sinfonie, komponiert, um die Erinnerung an einen großen Mann zu feiern.)
Möglicherweise entstand der Untertitel erst kurz vor der Veröffentlichung und bezieht sich auf den Tod des Prinzen Louis Ferdinand, der am 10. Oktober gefallen war. Beethoven hatte ihm sein 3. Klavierkonzert gewidmet, zudem war der Prinz eng mit Fürst Lobkowitz befreundet, dem Beethoven wiederum die Eroica dedizierte. Wie Hieronymus Payer 1843 berichtet, hat Fürst Lobkowitz die Eroica im Oktober 1804 auf seinem Schloss in Raudnitz aufführen lassen, als Prinz Louis Ferdinand ihn dort mehrere Tage besuchte.

## Instrumentierung
Für die Sinfonie vorgesehen sind 2 Flöten, 2 Oboen, 2 Klarinetten, 2 Fagotte, 3 Hörner, 2 Trompeten, Pauken, 1. Violine, 2. Violine, Bratsche, Violoncello und Kontrabass.

## Musik

### Allegro con brio

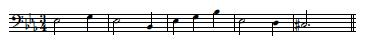
Hauptthema des 1. Satzes

Der erste Satz der Eroica beginnt mit einer Dreiklangsmelodie, die durch eine zweitaktige Einleitung vorbereitet wird. Diese zwei Schläge erfolgen jeweils auf der Eins eines Taktes. Dieses Thema taucht im ersten Satz immer wieder an wichtigen Stellen auf. Insofern ist es überhaupt keine übliche Einleitung, wie man sie in der 1. und 2. Sinfonie findet, oder in praktisch allen Haydn-Sinfonien, vielmehr ist man damit von der ersten Note an mittendrin (ein Anzeichen für den neuen Weg, den Beethoven vor der Komposition erwähnte). Sehr bemerkenswert ist auch, dass der Satz in ungeradem (3/4) Takt geschrieben ist – normalerweise stand der erste Satz einer Symphonie in geradem Zeitmaß. Der 3/4-Takt macht den Kopfsatz – trotz aller Dynamik, Gewalt und Betonung des Rhythmischen – auch tänzerisch. Ein Vorbild ist hier möglicherweise Mozarts ebenfalls in Es-Dur stehende Sinfonie KV 543, deren erster Satz im 3/4-Takt steht. Große Ähnlichkeiten finden sich mit der Anacréon-Ouvertüre von Luigi Cherubini von 1802. Das Tänzerische steht auch im Gegensatz zu den Erwartungen vieler Zeitgenossen hinsichtlich einer „Schlachtensinfonie“, die die Eroica eben nicht ist. Das erste Thema ist nicht wie zu erwarten ein Hauptthema, sondern eine motivische Idee, da es sich aus Dreiklangsbrechungen zusammensetzt. Die ersten Takte dieser Idee sind identisch mit dem Thema der Intrada von Mozarts Singspiel Bastien und Bastienne KV 50. Da aber Beethoven Mozarts Singspiel kaum gekannt haben dürfte, ist diese Übereinstimmung vermutlich Zufall. Außerdem sollte auffallen, dass diese motivische Idee im Schlusssatz der 6. Sinfonie „Pastorale“ in leicht abgewandelter Form wieder auftritt.
Mittels durchbrochener Arbeit erscheint dieses Thema (zu Synkopen-Begleitung) danach noch in anderen Instrumenten (Violinen, Flöten, Klarinetten) und am Ende des Hauptsatzes kehrt es in interessanter Instrumentation wieder (Durchführung): Holz mit Blech und tiefen Streichern, die restlichen Instrumente begleiten. Ein Nebengedanke erscheint in Takt 45 und ist nur sehr kurz (einen Takt lang, jedoch versetzt). Es ist ein Überleitungsthema in der Doppeldominante (ähnlich dem in der 9. Sinfonie). In Takt 83 beginnt der Seitensatz in B-Dur (V. Stufe = Dominante), ein sehr drängendes, zuerst von den Holzbläsern vorgetragenes Thema. Die Schlussgruppe beginnt in Takt 109, sie bringt eine Kombination der beiden ersten Themen (Hauptsatz). Die Durchführung (Takt 152) arbeitet zu Beginn ebenfalls mit diesen zwei Themen, es tauchen jedoch schon bald die mottoartigen „Tutti-Schläge“ wieder auf, nun allerdings nicht mehr vom ganzen Orchester vorgetragen. Auch das kaskadenartige Thema taucht nun bald auf. Ab Takt 248 beginnt das ganze Orchester mit Synkopen und den berühmten 45 sforzati, man erreicht einen weiteren Höhepunkt, der auch an die 5. Sinfonie erinnert. In Takt 284 erscheint ein neues Thema, das nicht in der Reprise, sondern erst in der Coda wieder auftaucht. Über einem Sekundakkord von B7 (Takt 394) beginnen die Hörner mit dem Hauptthema in Es-Dur (der berühmte „falsche“ Horneinsatz), die Reprise beginnt 2 Takte später, nun wirklich in Es-Dur. Die Coda beginnt in Takt 561 und arbeitet hauptsächlich mit dem Thema aus der Durchführung. Mit den „Tutti-Schlägen“ des Orchesters endet der längste Kopfsatz beethovenscher Sinfonik (Takt 691, ca. 15 Minuten 40 Sekunden im vom Beethoven geforderten raschen, aber umstrittenen Originaltempo).

### Marcia funebre(Adagio assai)
Der zweite Satz aus Beethovens Eroica ist ein Trauermarsch (it.: Marcia funebre) in c-Moll und besteht aus drei Teilen im relativ langsamen Tempo Adagio. Er verweist auf den Usus bei Totenehrungen in Frankreich ab 1789.
Gleich am Anfang beginnen die Violinen mit einem klagenden ersten Motiv, das sie über rollenden Bässen spielen; in Takt 9 wird das Thema mit einem trostvollen Klang in der Oboe wiederholt. Das zweite Thema beginnt in Takt 17 und endet in Takt 27. Ab Takt 16 spielt ein c-Moll-Thema die Hauptrolle, das immer weiter fortgeführt wird. Später, in Takt 69, beginnt der zweite Teil, der wiederum in C-Dur steht und von einem Tripelfugato geprägt ist. Ab Takt 80 wird das zweite Thema weiterentwickelt und verändert, bis in Takt 89 die Coda folgt, die das erste Motiv fragmentarisch verwendet und es mit den rollenden Bässen vom Beginn des Satzes ausklingen lässt.
Während des Satzes hört das Publikum einige Beispiele der menschlichen Emotion (Schicksalsschläge (moll), Freude (C-Dur)).
Es sei auch erwähnt, dass dieser Satz während der XX. Olympischen Spiele 1972 im Olympiastadion in München gespielt wurde. Anlass war die Trauer über die Ermordung der Israelischen Sportler durch ein Palästinensisches Überfallkommando.

### Scherzo(Allegro vivace)
Das Scherzo als 3. Satz der Sinfonie war eine große Neuerung in der Zeit, in der das Publikum mit einem Menuetto rechnete. Das Scherzo ist vom leichten und beschwingten Tempo Allegro vivace erfüllt. Alles fließt und geht beinahe nahtlos ineinander über. Zu Beginn eröffnen die Streicher mit einer „sempre pianissimo e staccato“ zu spielenden schnellen Viertelbewegung, die den Hörer zunächst im Unklaren lässt, ob es sich um einen Zweier- oder einen Dreiertakt handelt. Darüber stellt die Oboe ab Takt 7 das erste Thema des Satzes vor, das später von der Flöte übernommen wird. Weiter geht es mit den hastenden Staccatobewegungen der Streichergruppe. Bis zum Takt 93 strömte alles im Pianissimo dahin, wodurch beim Hörer das unaufhörliche und laufende Gefühl einer Gespanntheit und das Warten auf eine Überraschung entsteht. Nun aber setzt schlagartig das Fortissimo und mit ihm das im ganzen Orchester gespielte Hauptthema in Es-Dur ein. Ab Takt 115 werden als zweites Thema Elemente des gebrochenen Es-Dur-Dreiklangs in das Staccatogeschehen eingefügt, zwischen Holzbläsern und Streichern wird ein Motiv in Sekundschritten hin- und hergeworfen. Im Trio (ab Takt 170) ändert sich schlagartig der Ausdruckscharakter der Musik: Ein Hörnerterzett spielt im homophonen Satz sogenannte „Hornquinten“, eine konventionelle Satzweise für dieses Instrument, das sich aus der traditionellen Bauweise des Hornes ohne Ventile ergibt und an die Verwendung in der Jagd erinnert. War das erste Thema noch walzerhaft tänzerisch (wenn auch im dafür untypischen Pianissimo und von ständigen gestauten Sekundwechseln v. a. in den Streichern abgesehen), und das zweite Thema stürmischer und durch den wiederholten Rhythmus „Viertel-Halbe“ vielleicht „trotzig“ bestimmt, wirkt nun das dritte Thema im Trio (einem im Scherzo üblichen Satzteil) dagegen deutlich ruhiger, liedhaft, feierlich und nobel durch die Verwendung der Hörner, die Gemahnung an die (adelige) Jagd und die leisen „andächtigen“ Echo-Einwürfe von Streichern und Holzbläsern. Im anschließenden Wiederholungsteil (ab Takt 203) übernehmen wieder die Streicher und Holzbläser die Führung mit einer neuen, die Taktgrenzen verschleifenden, fast „torkelnden“ Figur.

### Finale(Allegro molto – Poco andante – Presto)
Der vierte Satz besteht vor allem aus Variationen, deren Hauptthema einem Motiv aus Beethovens Ballett Die Geschöpfe des Prometheus entspringt. Als Vorarbeit für den vierten Satz der Sinfonie können hier die Eroica-Variationen gesehen werden.
Das Grundtempo ist ein Allegro molto; der Satz beginnt mit einer stürmischen Einleitung wie aus einer Toccata, die kaum zum Satz zu gehören scheint, welche elf Takte währt. Danach folgt das Basssthema im Pizzicato der Streicher, es wird zweimal vorgestellt, zuerst im dreistimmigen, dann im vierstimmigen Satz. In Takt 76 kommt ein melodischer Kontrapunkt (Diskantthema) hinzu; das Thema wird ab Takt 117 zu einem Fugato. Takt 117 leitet eine Überleitung nach c-Moll ein, ab hier wird das Bassthema sowohl im Original als auch gespiegelt verwendet, in die Gesamtform fließen immer wieder neue Ideen mit ein, die Gestaltungsform scheint frei, hält sich aber immer noch auf dem Grund des Themas, die Kontrapunktik wird stark ausgereizt.
Das Tempo verlangsamt sich alsbald zum Poco Andante, bei dem sich das Thema auf alle Instrumente verteilt und choralartig ausbreitet. Es folgt ebenso ein überraschender Wechsel nach As-Dur, und das Thema wird nachfolgend zum sechsten Mal variiert. Mit Takt 431 beginnt schließlich die Coda mit Sechzehntelläufen im schnellen Presto, um stürmend, fanfarenfroh und phänomenal in der heroischen Tonart Es-Dur zu landen. Prachtvoll wird der Satz beendet.

## Rezeption
Beethoven selber nannte 1817 in einem Gespräch mit dem Dichter Christoph Kuffner die Eroica als aus seiner Sicht bedeutendste seiner Sinfonien. Nach der Aufführung im Theater an der Wien im April 1805 schrieb die Allgemeine Musikalische Zeitung:

„In diesem Konzerte hörte ich die neue Beethovensche Sinfonie aus Es, (auf dem Anschlagzettel war unrichtig Dis angegeben) von dem Komponisten selbst dirigirt, von einem sehr gut besetzten Orchester aufführen. Aber auch diesesmal fand ich gar keine Ursache, mein schon früher darüber gefälltes Urtheil zu ändern. Allerdings hat diese neue B.sche Arbeit grosse und kühne Ideen, und wie man von dem Genie dieses Komponisten erwarten kann, eine grosse Kraft der Ausführung; aber die Sinfonie würde unendlich gewinnen, (sie dauert eine ganze Stunde) wenn sich B. entschliessen wollte sie abzukürzen, und in das Ganze mehr Licht, Klarheit und Einheit zu bringen; […] wenn nun auch bey öfterem Anhören der Zusammenhang selbst der angestrengten Aufmerksamkeit entgeht, so muss dies jedem uneingenommenen Musikkenner sonderbar auffallen. Auch fehlte sehr viel, dass die Sinfonie allgemein gefallen hätte.“

Richard Strauss zitierte 1945 das Hauptmotiv des Marcia funebre in seinen Metamorphosen für 23 Solostreicher.